# Red de fibra óptica
Las redes de fibra óptica se emplean en telecomunicación y redes de comunicaciones o redes de computadoras.
En las redes de comunicaciones por fibra óptica (FO) se emplean sistemas de emisión láser. Las ondas de luz tienen una frecuencia alta y la capacidad de una señal para transportar información aumenta con la frecuencia.
En los primeros tiempos de la FO se utilizaron también emisores LED, aunque desde el 2007 están prácticamente en desuso.

## Aplicaciones
Las redes de área local (comúnmente abreviadas LAN, del idioma inglés Local Area Network) de FO son ampliamente utilizadas para comunicación a larga distancia, proporcionando conexiones transcontinentales y transoceánicas, ya que una ventaja de los sistemas de fibra óptica es la gran distancia que puede recorrer una señal antes de necesitar un repetidor o regenerador para recuperar su intensidad. En la actualidad, los repetidores de los sistemas de transmisión por FO están separados entre sí unos 100 km, frente a aproximadamente 1,5 km en los sistemas eléctricos. Los amplificadores ópticos recientemente desarrollados pueden aumentar todavía más esta distancia.
Una aplicación cada vez más extendida de la FO son las LAN. Las LAN están formadas por un conjunto de computadoras que pueden compartir datos, aplicaciones y recursos, por ejemplo impresoras. Las computadoras de una LAN están separadas por distancias de hasta unos pocos kilómetros, y suelen usarse en oficinas o campus universitarios. Una LAN permite la transferencia rápida y eficaz de información entre un grupo de usuarios y reduce los costes de explotación. Este sistema aumenta el rendimiento de los equipos y permite fácilmente la incorporación de nuevos usuarios a la red. El desarrollo de nuevos componentes electroópticos y de óptica integrada aumentará aún más la capacidad de los sistemas de fibra.
Otros recursos informáticos conectados son las redes de área amplia (WAN) y las centralitas particulares (PBX). Las WAN son similares a las LAN, pero conectan entre sí computadoras separadas por distancias mayores, situadas en distintos lugares de datos de corta duración empleados por la mayoría de las aplicaciones informáticas.
Al momento de conectar las WAN se hace a través de sus intefaces seriales, para conectar router con pc a través de las interfaces ethernet.

## Tipos de cable de fibra óptica

### Cable autosoportado ADSS
Es un cable diseñado para ser utilizado en estructuras aéreas, comúnmente redes eléctricas o de distribución energética (postes o torres), posee características técnicas que permiten soportar condiciones ambientales extremas y la forma de instalación es a través de soportes y abrazaderas especiales.

### Cable submarino
Es un cable diseñado para permanecer sumergido en el agua. Estos cables logran alcanzar grandes distancias, por lo que son muy utilizados para conectar continentes. Adentro, en su composición, disponen de cables de energía para alimentar los amplificadores ópticos que normalmente forman parte de sistema de comunicaciones y, al encontrarse ubicados a grandes profundidades, se dificulta su mantenimiento, debiendo recurrirse a robots subacuáticos (ROVs) y buques/ tripulaciones especialmente dedicados a esas tareas como el C/ V Île-de-Bréhat o el C/ V León Thevenin.
Hubo algunos ataques de tiburones a cables submarinos que exigió mayor protección de los mismos.

### Cable OPGW
El cable OPGW (Optical Ground Wire) es un cable que tiene fibras ópticas insertadas dentro de un tubo, en el núcleo central del cable de tierra de los circuitos eléctricos. Sus fibras ópticas están completamente protegidas y rodeadas por pesados cables a tierra. Es utilizado por las compañías eléctricas para suministrar comunicaciones a lo largo de las rutas de las líneas de alta tensión (generalmente montados en el hilo de guarda) y poseen gran disponibilidad en el servicio de transmisión de información.

## Nuevos requerimientos técnicos y económicos
Las redes por FO son un modelo de red que permite satisfacer las nuevas y crecientes necesidades de capacidad de transmisión y seguridad demandadas por las empresas operadoras de telecomunicación, todo ello además con la mayor economía posible.
Mediante las nuevas tecnologías, con elementos de red puramente ópticos, se consiguen los objetivos de aumento de capacidad de transmisión y seguridad.

### Aumento de la capacidad de transmisión
Cuando las empresas encargadas de abastecer las necesidades de comunicación por medio de FO necesitaron mayor capacidad entre dos puntos, pero no disponían de las tecnologías necesarias o de unas FO que pudieran llevar mayor cantidad de datos, la única opción que les quedaba era instalar más FO entre estos puntos. Pero para llevar a cabo esta solución había que invertir mucho tiempo y dinero, o bien añadir un mayor número de señales multiplexadas por división en el tiempo en la misma FO, lo que también tiene un límite.
Es en este punto cuando la multiplexación por división de longitud de onda (WDM) proporcionó la obtención, a partir de una única fibra, de muchas fibras virtuales, transmitiendo cada señal sobre una portadora óptica con una longitud de onda diferente. De este modo se podían enviar muchas señales por la misma FO como si cada una de estas señales viajara en su propia fibra. Existen básicamente dos tipos de WDM, 
- DWDM o Dense Wavelenght Division Modulation= divide el espectro total de la fibra en "canales" de hasta 0,4 nm. Presenta un alto costo por lo complejo de controlar y estabilizar. Los láseres de alta precisión y alta estabilidad son muy costosos, como así también los sistemas de enfriamiento asociados. En telecomunicaciones se asume dicho costo pues lo importante es tener cantidad de canales.
- CWDM o Coarse Wavelenght Division Modulation= divide el espectro total de la fibra en "canales" de 20nm, lo que implica muchos menos canales que en DWDM aunque con un menor costo por no requerir tanta precisión y estabilidad. Los CWDM actuales tienen su límite en 10 Gbps. Son muy usados en el broadcasting.

### Aumento de la seguridad
Los diseñadores de las redes utilizan muchos elementos de red para incrementar la capacidad de las fibras ya que un corte en la FO puede tener serias consecuencias.
En las arquitecturas eléctricas empleadas hasta ahora, cada elemento realiza su propia restauración de señal. Para un sistema tradicional de fibras óticas con muchos canales en una fibra, una rotura de la fibra podría acarrear el fallo de muchos sistemas independientes. Sin embargo, las redes ópticas pueden realizar la protección de una forma más rápida y más económica, realizando la restauración de señales en la capa óptica, mejor que en la capa eléctrica. Además, la capa óptica puede proporcionar capacidad de restauración de señales en las redes que actualmente no tienen un esquema de protección. Así, implementando redes ópticas, se puede añadir la capacidad de restauración a los sistemas asíncronos embebidos sin necesidad de mejorar los esquemas de protección eléctrica.

### Reducción de costes
En los sistemas que utilizan únicamente multiplexación eléctrica, cada punto que demultiplexa señales necesitará un elemento de red eléctrica para cada uno de los canales, incluso si no están pasando datos en ese canal. En cambio, si lo que estamos utilizando es una red óptica, solo aquellas longitudes de onda que suban o bajen datos a un sitio necesitarán el correspondiente nodo eléctrico. Los otros canales pueden pasar simplemente de forma óptica, proporcionando así un gran ahorro de gastos en equipos y administración de red.
Otro de los grandes aspectos económicos de las redes ópticas es la capacidad para aprovechar el ancho de banda, algo que no sucedía con las fibras simples. Para maximizar la capacidad posible en una FO, las empresas de servicios pueden mejorar sus ingresos con la venta de longitudes de onda, independientemente de la tasa de datos (bit rate) que se necesite. Para los clientes, este servicio proporciona el mismo ancho de banda que una fibra dedicada, entre otros.